# Cochas (distrito)
O Distrito peruano de Cochas é um dos trinta e três distritos da Província de Yauyos, situada no  Departamento de Lima, pertencente a Região de Lima, Peru. 

## Transporte
O distrito de Cochas é servido pela seguinte rodovia:
- PE-22A, que liga o distrito de Chicla à cidade de Mala [1][2][3]